# トラルテクトリ

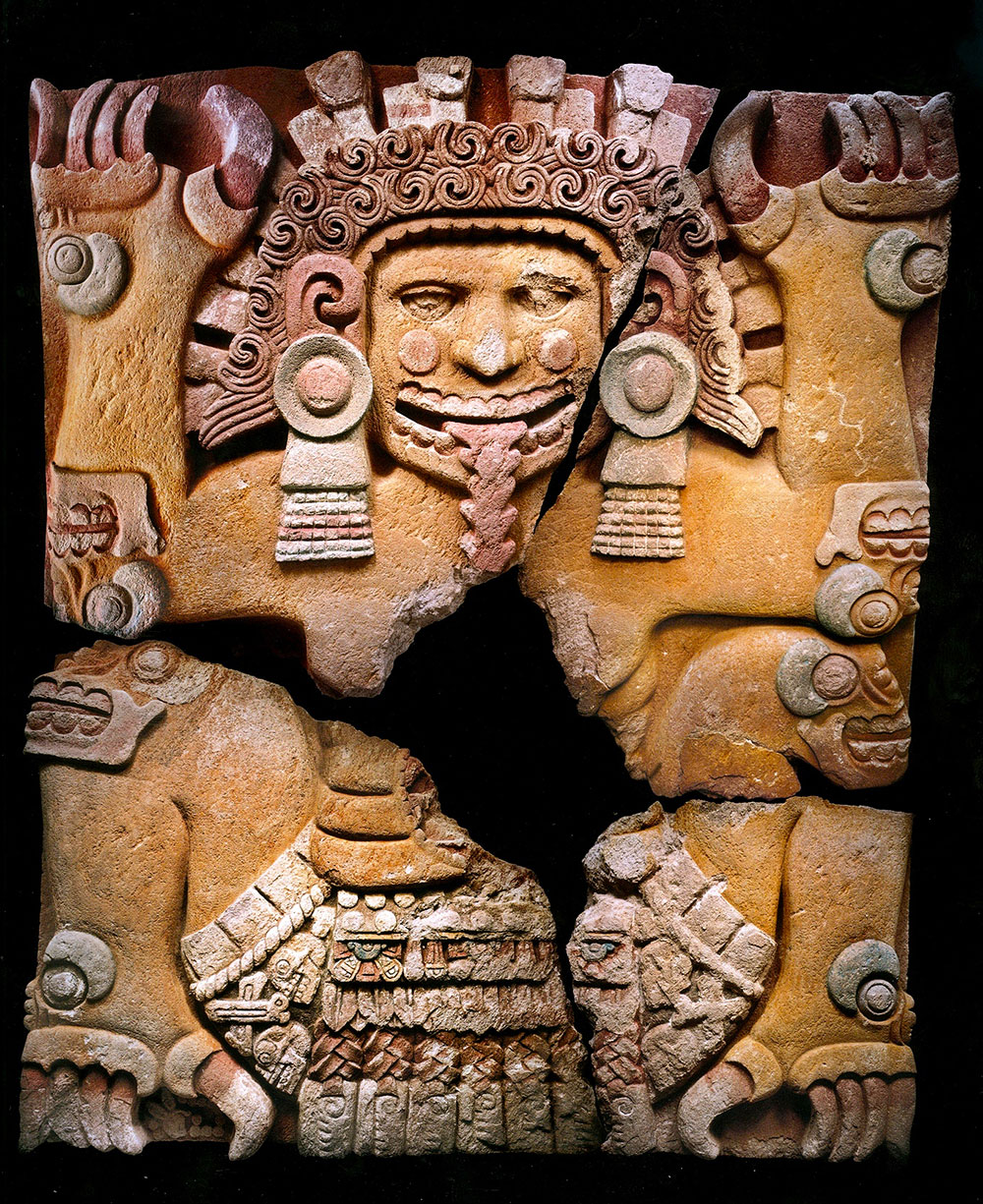
2006年に発見されたトラルテクトリの石板。テンプロ・マヨール博物館蔵

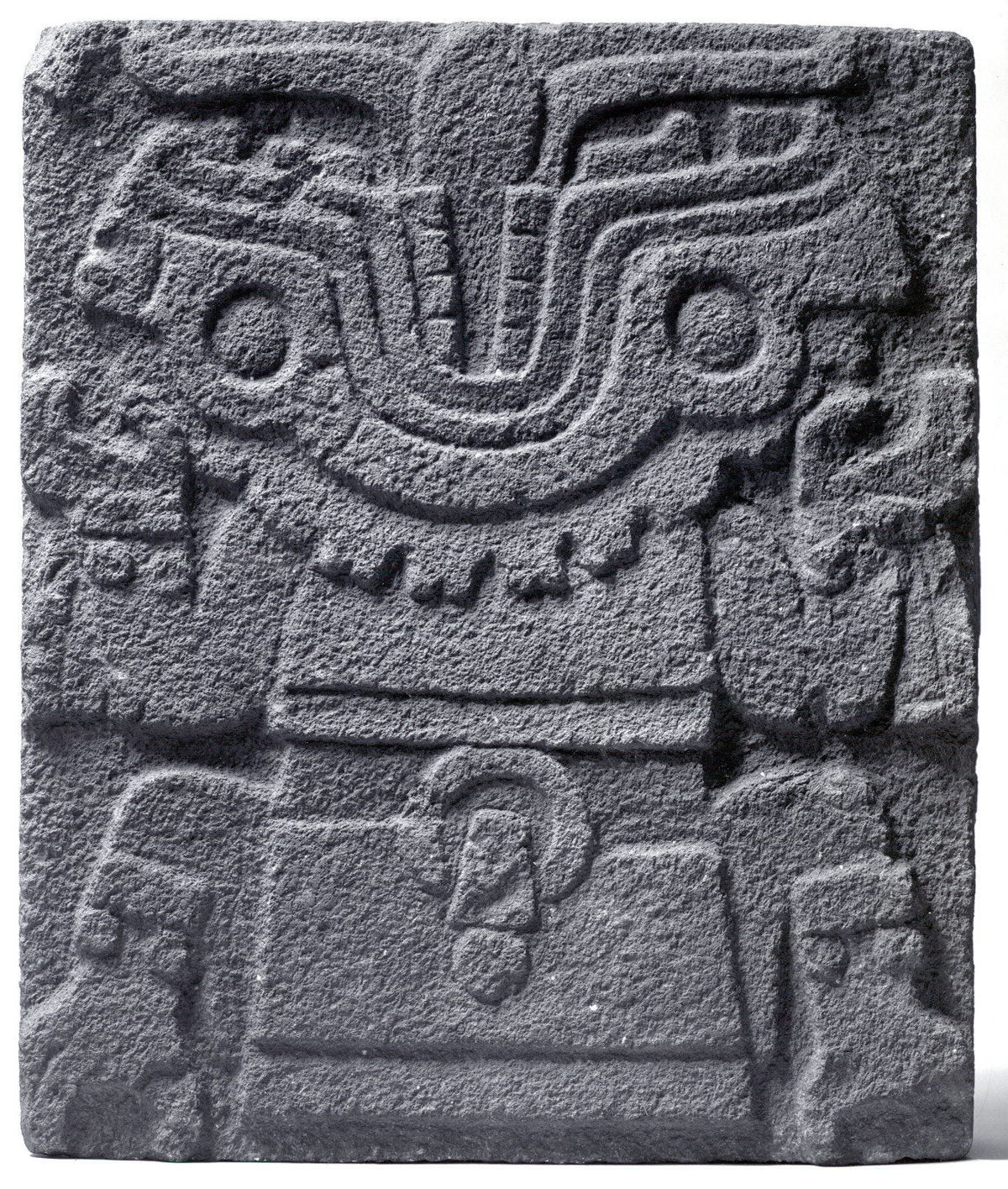
トラルテクトリの彫刻。メトロポリタン美術館蔵

トラルテクトリ（ナワ語群: Tlaltecuhtli / Tlalteuctli ナワトル語発音: [t͡ɬaːl.teːkʷ.t͡ɬi]）は、アステカ神話大地の女神または怪物
「トラルテクトリ」とは「大地(tlālli)の主(tēuctli / tēcuhtli)」を意味する。文字通りには男性のはずだが、女性として描かれることが多い。実際には男性でも女性でもあった。

## 概要
トラルテクトリには地母神的な側面と軍神の側面の両方があり、この両者はメソアメリカにおいては死と再生を司るという点で結びつきが強い。トラルテクトリは大地と農業の神であるマヤウェル（アガベの神）やトラロック（雨の神）と関係が深いが、その一方で祭儀面では戦争と人身御供が中心になる。
アステカの彫刻では、地面を表すためにしばしば底部に刻まれる。しゃがんで上を向いた姿で描かれ、笑った仮面をかぶり、しばしば背中に生贄の象徴や骸骨を背負っている。顔がトラロックになっているものも多く見られる。
創造説話では、ケツァルコアトルとテスカトリポカがトラルテクトリとチャルチウトリクエから雨の神々を創造したとされる。またトラルテクトリは巨大なワニのような怪物で、ヘビに変身した神々によって2つに引き裂かれ、半分が大地に、半分が天空と星々になり、その背中で動植物が育ち、川が流れたという。 しかし、トラルテクフトリは生き続け、生贄の代償として人間の血を要求した。
他の神々はトラルテクフトリの仕打ちを聞いて怒り、彼女のバラバラになった体の様々な部分が新世界の特徴となるように定めた。彼女の皮膚は草や小さな花に、髪は木やハーブに、目は泉や井戸に、鼻は丘や谷に、肩は山に、口は洞窟や川になった。
2006年にテンプロ・マヨールの近くでトラルテクトリを刻んだ大きな石板が発見された。アステカ皇帝アウィツォトルの没年である1502年に対応する10のウサギの年が記されており、アウィツォトルの墓の可能性が高いと考えられている。

### 儀式と儀礼
トラルテクフトリの身体が地形に変化していたことから、アステカでは大地から聞こえる奇妙な音は、トラルテクフトリがバラバラにされて苦悶しているときの叫び声か、人間の血を求めて自分を養っているときの叫び声だと考えられていた。生命の源であるトラルテクフトリを鎮めるには、血の犠牲、特に人間の心臓が必要だと考えられていた。アステカ人は、トラルテクフトリの飽くなき食欲を満足させなければ、女神は大地への栄養補給を止め、農作物は不作になると信じていた。
メキシカでは、トラルテクフトリは夕暮れ時に巨大な顎で太陽を飲み込み、翌朝の夜明けにそれを吐き出すと信じられている。日食の時のように、このサイクルが中断されるかもしれないという恐怖が、しばしば不安の原因となり、儀式の犠牲が増加した。 トラルテクフトリは太陽と結びついていたため、アステカの軍事作戦の前にテスカトリポカに捧げる祈りの中に含まれていた。